# Pycreus nitidus
Pycreus nitidus là loài thực vật có hoa trong họ Cói. Loài này được (Lam.) J.Raynal miêu tả khoa học đầu tiên năm 1969.